# Arisaema smitinandii
Arisaema smitinandii är en kallaväxtart som beskrevs av Shiu Ying Hu. Arisaema smitinandii ingår i släktet Arisaema och familjen kallaväxter. Inga underarter finns listade.